# Ronde van Frankrijk 2011/Negende etappe
De negende etappe van de Ronde van Frankrijk 2011 werd verreden op 10 juli 2011 over een afstand van 208 kilometer tussen Issoire en Saint-Flour.

## Verloop
De etappe werd gekenmerkt door enkele nare valpartijen. Op 102 km van de finish werden door een val in het peloton vier renners voortijdig uitgeschakeld: Aleksandr Vinokoerov, Frederik Willems, David Zabriskie en Jurgen Van den Broeck moesten de strijd staken met diverse ernstige blessures. Op ca. 40 km van de finish probeerde een wagen van de Franse tv de kopgroep in te halen, die op dat moment uit vijf renners bestond. De wagen week uit voor een boom en raakte daarbij Juan Antonio Flecha, die samen met Johnny Hoogerland ten val kwam. Beide rijders konden de etappe - zij het zwaar gehavend - wel uitrijden. De kopgroep van drie die overbleef bereikte op ruime afstand van het peloton de eindstreep, waarbij Luis León Sánchez de sprint wist te winnen, Thomas Voeckler als tweede binnenkwam maar wel het geel mocht omhangen en Sandy Casar als laatste van de kopgroep over de streep kwam. Het peloton volgde zo'n vier minuten later.
Johnny Hoogerland en Juan Antonio Flecha kwamen op meer dan een kwartier na de winnaar binnen. Bij wijze van genoegdoening kregen zij beiden de prijs voor de strijdlust toegekend.
| Tussensprint Neuvéglise na 178 km |                   |        |
| Plaats                            | Naam              | Punten |
| Winnaar                           | Sandy Casar       | 20     |
| 2                                 | Thomas Voeckler   | 17     |
| 3                                 | Luis León Sánchez | 15     |

| Beklimming Côte de Massiac na 43,5 km | Beklimming Côte de Massiac na 43,5 km | Beklimming Côte de Massiac na 43,5 km | 3e cat. 3,4 km à 6,2 % | 3e cat. 3,4 km à 6,2 % |
| Plaats                                | Naam                                  | Naam                                  | Punten                 |                        |
| Winnaar                               | Thomas Voeckler                       | Thomas Voeckler                       | 2                      |                        |
| 2                                     | Johnny Hoogerland                     | Johnny Hoogerland                     | 1                      |                        |

| Beklimming Col du Pas de Peyrol na 99,5 km | Beklimming Col du Pas de Peyrol na 99,5 km | Beklimming Col du Pas de Peyrol na 99,5 km | 2e cat. 7,7 km à 6,2 % | 2e cat. 7,7 km à 6,2 % |
| Plaats                                     | Naam                                       | Naam                                       | Punten                 |                        |
| Winnaar                                    | Thomas Voeckler                            | Thomas Voeckler                            | 5                      |                        |
| 2                                          | Johnny Hoogerland                          | Johnny Hoogerland                          | 3                      |                        |
| 3                                          | Sandy Casar                                | Sandy Casar                                | 2                      |                        |
| 4                                          | Juan Antonio Flecha                        | Juan Antonio Flecha                        | 1                      |                        |

| Beklimming Col du Perthus na 116 km | Beklimming Col du Perthus na 116 km | Beklimming Col du Perthus na 116 km | 2e cat. 4,4 km à 7,9 % | 2e cat. 4,4 km à 7,9 % |
| Plaats                              | Naam                                | Naam                                | Punten                 |                        |
| Winnaar                             | Johnny Hoogerland                   | Johnny Hoogerland                   | 5                      |                        |
| 2                                   | Thomas Voeckler                     | Thomas Voeckler                     | 3                      |                        |
| 3                                   | Juan Antonio Flecha                 | Juan Antonio Flecha                 | 2                      |                        |
| 4                                   | Sandy Casar                         | Sandy Casar                         | 1                      |                        |

| Beklimming Col de Cère na 127,5 km | Beklimming Col de Cère na 127,5 km | Beklimming Col de Cère na 127,5 km | 3e cat. 2,9 km à 6,3 % | 3e cat. 2,9 km à 6,3 % |
| Plaats                             | Naam                               | Naam                               | Punten                 |                        |
| Winnaar                            | Johnny Hoogerland                  | Johnny Hoogerland                  | 2                      |                        |
| 2                                  | Thomas Voeckler                    | Thomas Voeckler                    | 1                      |                        |

| Beklimming Côte de la Chevade na 139,5 km | Beklimming Côte de la Chevade na 139,5 km | Beklimming Côte de la Chevade na 139,5 km | 3e cat. 3 km à 7,9 % | 3e cat. 3 km à 7,9 % |
| Plaats                                    | Naam                                      | Naam                                      | Punten               |                      |
| Winnaar                                   | Johnny Hoogerland                         | Johnny Hoogerland                         | 2                    |                      |
| 2                                         | Thomas Voeckler                           | Thomas Voeckler                           | 1                    |                      |

| Beklimming Col de Prat de Bouc na 154 km | Beklimming Col de Prat de Bouc na 154 km | Beklimming Col de Prat de Bouc na 154 km | 2e cat. 8 km à 6,1 % | 2e cat. 8 km à 6,1 % |
| Plaats                                   | Naam                                     | Naam                                     | Punten               |                      |
| Winnaar                                  | Johnny Hoogerland                        | Johnny Hoogerland                        | 5                    |                      |
| 2                                        | Thomas Voeckler                          | Thomas Voeckler                          | 3                    |                      |
| 3                                        | Sandy Casar                              | Sandy Casar                              | 2                    |                      |
| 4                                        | Juan Antonio Flecha                      | Juan Antonio Flecha                      | 1                    |                      |

| Beklimming Côte du Château d'Alleuze na 193 km | Beklimming Côte du Château d'Alleuze na 193 km | Beklimming Côte du Château d'Alleuze na 193 km | 4e cat. 2 km à 4,9 % | 4e cat. 2 km à 4,9 % |
| Plaats                                         | Naam                                           | Naam                                           | Punten               |                      |
| Winnaar                                        | Thomas Voeckler                                | Thomas Voeckler                                | 1                    |                      |

| Beklimming Montée des Orgues na 208 km | Beklimming Montée des Orgues na 208 km | Beklimming Montée des Orgues na 208 km | 4e cat. 1,6 km à 6,1 % | 4e cat. 1,6 km à 6,1 % |
| Plaats                                 | Naam                                   | Naam                                   | Punten                 |                        |
| Winnaar                                | Luis León Sánchez                      | Luis León Sánchez                      | 1                      |                        |

## Uitslagen
| Rituitslag |                   |                    |           |
| Plaats     | Naam              | Ploeg              | Tijd      |
| Winnaar    | Luis León Sánchez | Rabobank           | 5u27'09"  |
| 2          | Thomas Voeckler   | Team Europcar      | op 00'05" |
| 3          | Sandy Casar       | Française des Jeux | op 00'13" |
| 4          | Philippe Gilbert  | Omega Pharma-Lotto | op 03'59" |
| 5          | Peter Velits      | Team HTC-High Road | z.t.      |
| 6          | Cadel Evans       | BMC Racing Team    | z.t.      |
| 7          | Andy Schleck      | Team Leopard-Trek  | z.t.      |
| 8          | Tony Martin       | Team HTC-High Road | z.t.      |
| 9          | Fränk Schleck     | Team Leopard-Trek  | z.t.      |
| 10         | Damiano Cunego    | Lampre-ISD         | z.t.      |
|            |                   |                    |           |
| 19         | Rob Ruijgh        | Vacansoleil-DCM    | op 04'07" |

| Strijdlustigste renner |                     |                 |
|                        | Naam                | Ploeg           |
|                        | Johnny Hoogerland   | Vacansoleil-DCM |
|                        | Juan Antonio Flecha | Sky ProCycling  |

## Klassementen
| Algemeen Klassement |                   |                    |           |
| Plaats              | Naam              | Ploeg              | Tijd      |
| Gele trui           | Thomas Voeckler   | Team Europcar      | 38u35'11" |
| 2                   | Luis León Sánchez | Rabobank           | op 01'49" |
| 3                   | Cadel Evans       | BMC Racing Team    | op 02'26" |
| 4                   | Fränk Schleck     | Team Leopard-Trek  | op 02'29" |
| 5                   | Andy Schleck      | Team Leopard-Trek  | op 02'37" |
| 6                   | Tony Martin       | Team HTC-High Road | op 02'38" |
| 7                   | Peter Velits      | Team HTC-High Road | z.t.      |
| 8                   | Andreas Klöden    | Team RadioShack    | op 02'43" |
| 9                   | Philippe Gilbert  | Omega Pharma-Lotto | op 02'55" |
| 10                  | Jakob Fuglsang    | Team Leopard-Trek  | op 03'08" |
|                     |                   |                    |           |
| 15                  | Robert Gesink     | Rabobank           | op 04'01" |

| Ploegenklassement |                     |            |
| Plaats            | Ploeg               | Tijd       |
|                   | Team Europcar       | 115'03'31" |
| 2                 | Team Leopard-Trek   | op 00'32"  |
| 3                 | Team RadioShack     | op 01'02"  |
| 4                 | Rabobank            | op 01'18"  |
| 5                 | Team Garmin-Cervélo | op 01'50"  |
| 6                 | AG2R-La Mondiale    | op 04'23   |
| 7                 | Team Katjoesja      | op 04'40"  |
| 8                 | Team HTC-High Road  | op 04'55"  |
| 9                 | Quick Step          | op 6'14"   |
| 10                | Omega Pharma-Lotto  | op 7'45"   |

## Nevenklassementen
| Puntenklassement |                    |                    |        |
| Plaats           | Naam               | Ploeg              | Punten |
| Groene trui      | Philippe Gilbert   | Omega Pharma-Lotto | 217    |
| 2                | José Joaquín Rojas | Team Movistar      | 172    |
| 3                | Mark Cavendish     | Team HTC-High Road | 153    |
|                  |                    |                    |        |
| 32               | Lieuwe Westra      | Vacansoleil-DCM    | 32     |

| Bergklassement |                    |                    |        |
| Plaats         | Naam               | Ploeg              | Punten |
| Bolletjestrui  | Johnny Hoogerland  | Vacansoleil-DCM    | 22     |
| 2              | Thomas Voeckler    | Team Europcar      | 16     |
| 3              | Tejay van Garderen | Team HTC-High Road | 5      |
|                |                    |                    |        |
| 9              | Philippe Gilbert   | Omega Pharma-Lotto | 2      |

| Jongerenklassement |                   |                             |           |
| Plaats             | Naam              | Ploeg                       | Tijd      |
| Witte trui         | Robert Gesink     | Rabobank                    | 38'39'12" |
| 2                  | Rein Taaramäe     | Cofidis, le crédit en ligne | op 00'51" |
| 3                  | Arnold Jeannesson | Française des Jeux          | op 01'20" |
|                    |                   |                             |           |
| 28                 | Romain Zingle     | Cofidis, le crédit en ligne | op 39'01" |

## Opgaven
- Juan Manuel Gárate (Rabobank), niet gestart als gevolg van een valpartij in de 5e etappe.
- Wout Poels (Vacansoleil-DCM), afgestapt wegens ziekte.
- Amets Txurruka (Euskaltel-Euskadi), afgestapt als gevolg van een valpartij in deze etappe.
- Pavel Broett (Team Katjoesja), moest snel lossen uit het peloton na eerst in de aanval te zijn geweest.
- Aleksandr Vinokoerov (Pro Team Astana), opgave ten gevolge van dijbeenbreuk val in afdaling tweede klim van de dag.
- Jurgen Van den Broeck (Omega Pharma-Lotto), opgave ten gevolge van schouderbladbreuk, klaplong en gebroken ribben na val in afdaling tweede klim van de dag.
- Frederik Willems (Omega Pharma-Lotto), opgave ten gevolge van sleutelbeenbreuk en hersenschudding na val in afdaling tweede klim van de dag.
- David Zabriskie (Team Garmin-Cervélo), opgave ten gevolge van polsbreuk na val in afdaling tweede klim van de dag.

1e etappe ·
2e etappe ·
3e etappe ·
4e etappe ·
5e etappe ·
6e etappe ·
7e etappe ·
8e etappe ·
9e etappe ·
10e etappe ·
11e etappe ·
12e etappe ·
13e etappe ·
14e etappe ·
15e etappe ·
16e etappe ·
17e etappe ·
18e etappe ·
19e etappe ·
20e etappe ·
21e etappe
Startlijst · Eindstanden · Afbeeldingen